# Imran Khan (zanger)
Imran Khan (Punjabi, Urdu: عمران خان) (Den Haag, 28 mei 1984) is een Pakistaans-Nederlands zanger, songwriter en rapper. Hij zingt zowel in het Engels als in het Punjabi. Hij verkreeg enige bekendheid in 2007 na de release van zijn eerste single Ni Nachleh. Later dat jaar tekende hij een contract bij Prestige Records. Zijn tweede single, Amplifier, werd uitgebracht in 2009. Zijn debuutstudioalbum, Unforgettable, werd op 27 juli 2009 uitgebracht via Prestige Records. Zijn nummer Satisfya, uitgebracht in 2013, is zijn meest bekeken YouTube-video met meer dan 880 miljoen views (2024).

## Biografie

### Vroege leven
Khan werd op 28 mei 1984 in Den Haag geboren als zoon van Pakistaanse moslimouders uit Gujranwala, die van Punjabi-Jat afkomst zijn. Hij is de oudste van drie broers en een zus.

### Carrière
Khan begon zijn muziekcarrière in zijn late tienerjaren. Hij begon zijn carrière door in verschillende landen op te treden nadat hij zijn debuutsingle Ni Nachleh voor Prestige Records had uitgebracht.
Op 12 juli 2009 verscheen Khans tweede single, Amplifier, die meer dan 637 miljoen views op YouTube heeft gekregen. Op 30 augustus 2009 kwam zijn volgende single uit, Bewafa. De muziekvideo werd vanaf mei 2022 meer dan 300 miljoen keer bekeken op YouTube.
Khans debuutalbum Unforgettable werd in juli 2009 uitgebracht. Het bevat de nummers Amplifier, Bewafa en een remix van Ni Nachleh. Tijdens de UK Asian Music Awards 2010 werd het genomineerd voor Beste Album, maar won het niet.
Khan verliet Prestige Records in 2011 om zijn eigen label IK Records op te richten. On 9 mei 2013 kwam de single Satisfya uit. In november 2022 had de video, die werd opgenomen door David Zennie, meer dan 845 miljoen views.
Khan maakte zijn Bollywood-debuut als zanger voor de Hindi-film Tevar (2015). In 2016 was het nummer meer dan 2 miljoen keer bekeken op YouTube.
Khan bracht op 8 juni 2015 een single uit met de titel Imaginary en nam de video op met David Zennie in het huis van Akon in Los Angeles. De video werd binnen een maand na de release zes miljoen keer bekeken en is werd voor 2024 ruim 91 miljoen keer bekeken op YouTube. Khan kwam met een ander nummer, Hattrick, dat in een maand tijd 2 miljoen keer bekeken werd en eind 2021 meer dan 32 miljoen keer bekeken was.
Op 28 september 2018 bracht Khan een nieuwe single uit, Knightridah. In 2021 bracht hij op 14 mei twee singles uit, MOB, met JJ Esko; en They Don't Like It op 28 september. In februari 2022 bracht Khan On My Way uit (met Meez). Vanaf november 2022 is zijn YouTube-kanaal meer dan 2 miljard keer bekeken.

## Discografie

### Albums

#### Unforgettable(2009)
Unforgettable is Khans debuutalbum, uitgebracht op 27 juli 2009 via Prestige Records. Het werd geproduceerd door Eren E en Hakan Ozan. Het bevat 15 nummers. Het album werd genomineerd voor de "Best Album"-prijs bij de UK Asian Music Awards van 2010 en won "Best Album" bij de Brit Asia TV Music Awards 2010.

| 1.                 | Amplifier                                           | Eren E     | 3:53 |
| 2.                 | Aaja We Mahiya (Come, My Love)                      | Eren E     | 3:52 |
| 3.                 | Hey Girl                                            | Eren E     | 3:18 |
| 4.                 | Peli Waar (The First Time)                          | Eren E     | 3:10 |
| 5.                 | Chak Glass (Grab a Glass)                           | Eren E     | 3:08 |
| 6.                 | Nazar (Glance)                                      | Eren E     | 3:06 |
| 7.                 | Superstar                                           | Eren E     | 3:25 |
| 8.                 | Gora Gora Rang (Fair Skinned) (met Mr. Probz)       | Eren E     | 4:25 |
| 9.                 | Bounce Billo                                        | Eren E     | 4:07 |
| 10.                | Ni Nachleh (Hey, Dance) (feat. MC Spyder)           | Eren E     | 3:35 |
| 11.                | 40 Pra (Forty Brothers)                             | Eren E     | 3:12 |
| 12.                | Pata Chalgea (I Have Found Out)                     | Eren E     | 4:45 |
| 13.                | Bewafa (Unfaithful)                                 | Hakan Ozan | 3:44 |
| 14.                | Nai Reina (Don't Want to Stay)                      | Hakan Ozan | 3:04 |
| 15.                | Qott Ghusian Da (A Sip of Happiness) (feat. Shabby) | Hakan Ozan | 2:58 |
| Totale duur: 47:28 |                                                     |            |      |

### Discografie voor singles

#### Als hoofdartiest
| Titel                                  | Jaar | Muziek              | Top positie | Label              | Album            |
| Titel                                  | Jaar | Muziek              | UK Asian    | Label              | Album            |
| -------------------------------------- | ---- | ------------------- | ----------- | ------------------ | ---------------- |
| "Amplifier"                            | 2009 | Eren E              |             | Prestige Records   | Unforgettable    |
| "Bewafa"                               | 2009 | Hakan Ozan          |             | Prestige Records   | Unforgettable    |
| "Satisfya"                             | 2013 | Eren E              | 1           | IK Records         |                  |
| "Let's Celebrate" (met Sonakshi Sinha) | 2015 | Imran Khan          |             | Eros International | Tevar soundtrack |
| "Imaginary"                            | 2015 | Eren E              |             | IK Records         |                  |
| "Hattrick" (met Yaygo Musalini)        | 2016 | Donray              |             | IK Records         |                  |
| "Zina" (Twin n Twice met Imran Khan)   | 2017 | Imran Khan          |             | IK Records         |                  |
| "President Roley"                      | 2017 | Donray              |             | IK Records         |                  |
| "Knightridah"                          | 2018 | Donray              |             | IK Records         |                  |
| "M.O.B." (met J.J. Esko)               | 2021 | Toxic               |             | IK Records         |                  |
| "They Don't Like It"                   | 2021 | Southside 808 Mafia |             | IK Records         |                  |
| "On My Way" (met Meez)                 | 2022 | @C2Producer         |             | IK Records         |                  |
| "Deposit"                              | 2024 | CHAHID              |             | IK Records         |                  |

#### Remixen
- 2007 "Ni Nachleh" (feat. MC Spyder) [Eren E. Electro Remix]
- 2007 "Ni na Nachleh" (feat. MC Spyder) [Eren E. Electro Extended Mix]
- 2007 "Ni Nachleh" (Eren E. Disco-remix)
- 2007 "Ni Nachleh" (Eren E. Disco Dub-mix)
- "Aaja We Mahiya" (Unbelievable mix)
- "Gora Gora Rang" (remix)
- "Scream" (Hexa-remix uit 2020)

## Prijzen en nominaties
- "Beste album" bij de Brit Asia TV Music Awards 2010 voor Unforgettable
- Genomineerd voor vier prijzen bij de UK Asian Music Awards 2010: "Beste Album", "Beste Video" voor "Amplifier", "Beste mannelijke musicus" en "Best Desi Act". Hij won "Best Desi Act"
- "Mannelijk musicus van het jaar" bij de Anokhi Magazine Awards 2010
- "Beste Urban Asian Single" bij de Brit Asia TV Music Awards 2013 voor Satisfya
- Drie prijzen in 2015 van de Pakistani Music and Media Awards (PMMA) voor beste songwriter, beste video (voor Imaginary) en beste nummer (voor Imaginary)
- Won drie prijzen bij de Brit Asia TV Music Awards 2015: "Best Urban Asian Act", "Best Music Video" voor Imaginary en "Best UK Single" voor Imaginary

## Tournees
- Imran Khan - Takeover Tour VS (2011)
- Imran Khan - Tournee door Australië en Nieuw-Zeeland (2011)
- Imran Khan - Unforgettable Tour India (2022)

- MusicBrainz: ea4c3e59-f2bc-4880-942e-fbeaa64d8573